# Dalai (socken i Kina, Inre Mongoliet)
Dalai (kinesiska: 达来, 达来苏木) är en socken i Kina. Den ligger i den autonoma regionen Inre Mongoliet, i den norra delen av landet, omkring 410 kilometer norr om regionhuvudstaden Hohhot.
Genomsnittlig årsnederbörd är 236 millimeter. Den regnigaste månaden är juli, med i genomsnitt 50 mm nederbörd, och den torraste är januari, med 2 mm nederbörd.